# Peugeot Typ 108
Der Peugeot Typ 108 ist ein frühes Automodell des französischen Automobilherstellers Peugeot, von dem 1908 im Werk Audincourt 301 Exemplare produziert wurden.
Die Fahrzeuge besaßen einen Zweizylinder-Viertaktmotor, der vorne angeordnet war und über Kardan die Hinterräder antrieb. Der Motor leistete aus 1527 cm³ Hubraum 10 PS.
Bei einem Radstand von 255,5 cm und einer Spurbreite von 135 cm betrug die Fahrzeuglänge 400 cm, die Fahrzeugbreite 180 cm und die Fahrzeughöhe je nach Aufbau zwischen 160 cm und 270 cm. Die Karosserieform Droschke bot Platz für vier Personen, der Lieferwagen für zwei Personen.